# Mortimer Wheeler
Sir Robert Eric Mortimer Wheeler (10. září 1890 Glasgow – 22. července 1976 Leatherhead) byl britský archeolog.
Byl synem novináře Roberta Wheelera. Absolvoval obor klasická studia na University College London. Jako student pracoval na vykopávkách římského města Viroconium Cornoviorum v hrabství Shropshire. V letech 1920 až 1926 byl ředitelem Národního muzea v Cardiffu a v letech 1926 až 1944 ředitelem Londýnského muzea. Ve třicátých letech založil na Londýnské univerzitě Archeologický ústav a prozkoumal hradiště Maiden Castle. Za druhé světové války bojoval v řadách Osmé armády a stal se brigádním generálem. V roce 1952 byl povýšen do šlechtického stavu.
Při vykopávkách ve Verulamiu vyvinul Wheelerovu metodu rozdělení lokality na čtverce, kterou později zdokonalila Kathleen Kenyon a archeologové ji používají dosud. Po druhé světové válce působil na indickém subkontinentu a šéfoval Archaeological Survey of India. Učinil významné objevy v Harappě, Mohendžodaru a Arikamédu. Je autorem teorie, podle níž byla protoindická civilizace vyvrácena vpádem kočovných Árjů. Pracoval na projektu UNESCO zaměřeném na záchranu památek před stavbou Vysoké Asuánské přehrady. Díky svým knihám a televizním pořadům se stal známým popularizátorem vědy. V roce 1955 získal cenu Britské akademie filmového a televizního umění.
Jeho první manželkou byla archeoložka Tessa Wheelerová, rozená Verneyová. Jejich synem byl právník Michael Mortimer Wheeler.